# Речицкий замок
Речицкий замок существовал в XVI — 1-й половине XVII века в городе Речице Гомельской области.

## Описание
Построен из дерева на высоком холме правого берега Днепра на месте древнего городища площадью около 1 га. Был обнесен валом и окружён рвом. Укрепление овального в плане замка состояло из деревянных оборонительных стен, сделанных по типу городней с 1 ярусом боя, 5 многогранных и квадратных в плане башен, покрытых невысокими шатровыми крышами. Въезд в замок был с юго-запада через подъемный мост.
Речицкий замок разрушен в 1649 во время антифеодальной войны 1648—1651 гг. Известен по плану и гравюре 1649 года.